# SGR 1806-20
SGR 1806-20 – magnetar, czyli jeden z rodzajów gwiazd neutronowych. Pierwszy raz SGR 1806-20 został zaobserwowany jako powtarzalne źródło miękkich promieni gamma. Gwiazda ta znajduje się ok. 50 000 lat świetlnych od Ziemi, na przeciwległym krańcu Drogi Mlecznej, w gwiazdozbiorze Strzelca. Średnica magnetara jest nie większa niż 20 km. Pełny obrót tej gwiazdy wokół osi trwa zaledwie 7,5 s. SGR 1806-20 powstał na skutek eksplozji supernowej, po której pozostała oprócz niego mgławica, będąca źródłem fal radiowych oznaczona jako G10.0-0.3.
Grecka astronom Chryssa Kouveliotou w roku 1998 wykonała pomiary okresu obrotu magnetara SGR 1806-20 i porównała je z danymi z roku 1993. Okazało się, że pełny obrót zajmuje gwieździe o 0,008 s więcej. Energia mechaniczna ruchu obrotowego SGR 1806-20 przekształcana jest przez jego pole magnetyczne w promieniowanie. Kouveliotou obliczyła, że dla takiej zmiany prędkości obrotowej pole to musi mieć indukcję rzędu 8×1010 T. Najsilniejsze używane przez fizyków nadprzewodnikowe elektromagnesy chłodzone helem są w stanie wytworzyć pole o indukcji 14,7 T.
27 grudnia 2004 roku do Ziemi dotarło promieniowanie pochodzące z ogromnej eksplozji, która miała miejsce na powierzchni SGR 1806-20. W zakresie fal gamma rozbłysk był jaśniejszy niż Księżyc w pełni, a jego absolutna jasność odpowiadała magnitudo −29. W historii astronomii nie zaobserwowano silniejszego źródła promieniowania gamma znajdującego się poza Układem Słonecznym. Uderzenie radiacji było tak silne, że wywarło wyraźny wpływ na ziemską jonosferę. Magnetar wyzwolił w ciągu dziesiątej części sekundy więcej energii niż Słońce emituje w ciągu 100 000 lat, czyli 1,3×1039 J. Przypuszcza się, że była to największa zaobserwowana w naszej Galaktyce eksplozja od roku 1604, kiedy Kepler dostrzegł na niebie supernową SN 1604. Należy podkreślić, że wybuch na SGR 1806-20 miał miejsce 50 tys. lat temu, bo tyle czasu potrzebowały promienie gamma, aby dotrzeć do naszej planety.
Gdyby podobna eksplozja miała miejsce 10 lat świetlnych od Ziemi, to doprowadziłaby do zniszczenia warstwy ozonowej. Obserwowana energia byłaby zbliżona do wybuchu na wysokości 7,5 km bomby atomowej o sile 12 kiloton.

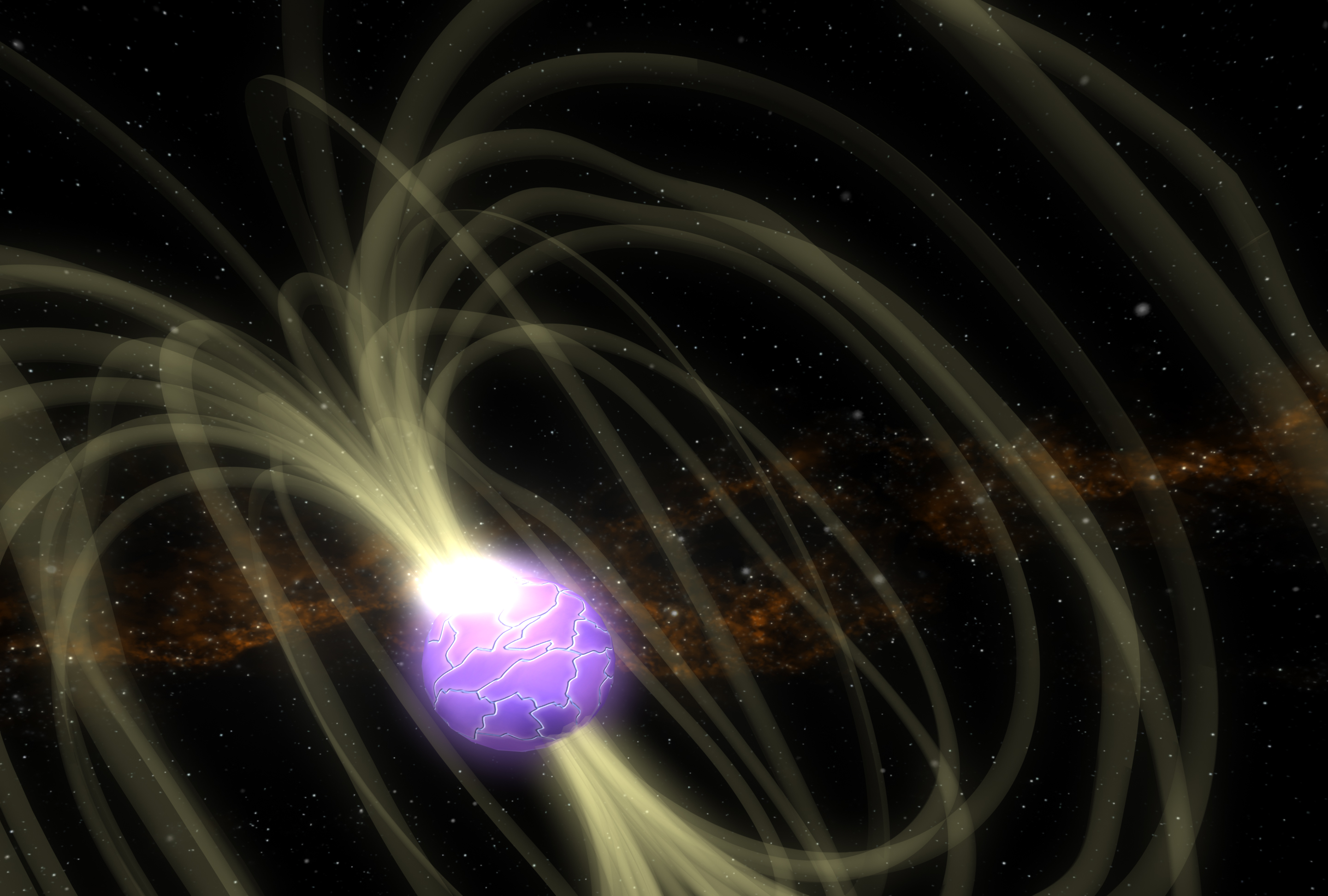
Eksplozja na SGR 1806-20, linie reprezentują pole magnetyczne – wizja artysty (Źródło: NASA)
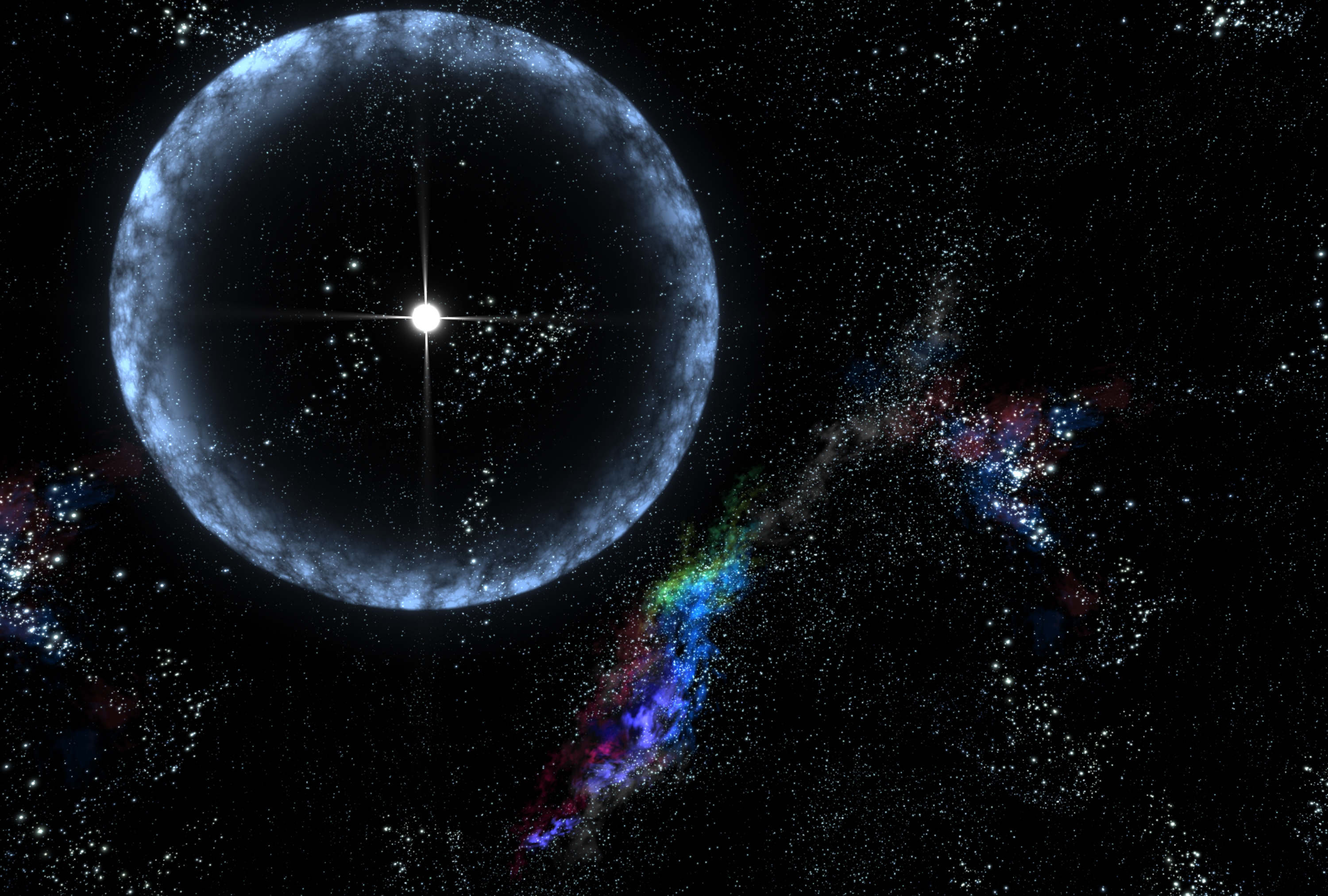
Fala uderzeniowa rozchodząca się od SGR 1806-20 – wizja artysty (Źródło: NASA)